# 新城和一
新城 和一（しんじょう わいち、1891年（明治24年）5月15日 - 1952年（昭和27年）4月7日）は、日本の文学者。未来社に参加した詩人で、『白樺』同人でもあった。ドストエフスキー、バルザック、ロマン・ロランなどロシア文学、フランス文学の諸作品を翻訳した翻訳家でもあり、『真理の光』を著すなど評論家としても活動した。法政大学教授。真城倭一はペンネーム。

## 経歴
福島県出身で、会津中学、一高 第一部丁類を経て1915年（大正4年）に東京帝国大学仏文科を卒業。豊島与志雄は、高校、大学とも専攻を同じくした同級生であった。一高時代から創作活動を始め、三木露風の未来社に詩「狂気」などを発表。露風系詩人として知られるようになる。『白樺』がその理想主義的な人道主義への傾斜を深めた時期に同人となり、評論『モオリス・バレス論』、創作『暴風の心』、評論『ドストイエフスキイ』を発表。室生犀星は『ドストイエフスキイ』に好意的であった。公的な役職として陸軍教授を1941年（昭和16年）5月までの25年間務め、また法政大学教授でもあった。後者は1933年（昭和8年）のいわゆる法政騒動で辞任している。会津会会員。

## 著書
- 『真理の光』洛陽堂、1919年
- 『心霊の輝き』洛陽堂、1920年

### ドストエフスキー関連
- 『ドストイエフスキー』洛陽堂、1916年
- 『ドストイエフスキーの一生と芸術』冬夏社、1921年
- 『ドストィエフスキィ人・文学・思想』愛宕書房、1943年

翻訳
- 『ドストイエフスキイ叢書 第一編』宝文社、1917年
- 『ドストイエフスキー感想及印象』洛陽堂、1919年
- 『ドストイェーフスキー全集第13巻』ドストイェーフスキー全集刊行会、1921年
- 『ドストイェーフスキー全集第15巻』冬夏社、1921年
- 『ド翁書簡集』冬夏社、1921年

### バルザックの翻訳
- 『結婚の契約 ウウジェニイ・グランデエ』東京堂書店、1924年
- 『純愛』東京堂、1941年
- 『結婚・夫婦財残契約』多摩書房、1948年
- 『セラフイタ 光を呼ぶ女』東京堂、1948年
- 『ランジェ公爵夫人』東京堂、1949年
- 『谷間の白百合 上下』東京堂、1949-1950年
- 『従妹ベッド 上下』東京堂1950-1951年

### ロマン・ロランの翻訳
- 『ロマン・ローラン全集第一巻』人間社出版部、1921年（植村宗一との共訳）
- 『信仰の悲劇』冬夏社、1922年
- 『ロマン・ローラン全集第三十巻』みすず書房、1950年

### その他の翻訳
- ジャン＝ジャック・ルソー『孤独な散歩者の夢想』新潮社、1920年
- エミール・ヴェルハーレン『触手ある都会 エミイル・ヴェルハレン詩集』洛陽堂、1920年
- ヴィクトル・ユーゴー『ユウゴオ詩集第一巻抒情詩論』那須書房、1936年
- ポール・ブールジェ『罪・モニック』東京堂、1941年
- ポール・ブールジェ『姉妹』東京堂、1941年
- ジャック・シャルドンヌ（英語版）『美しき死 クレール』日月書院、1943年
- アルチュール・ランボー『酔いどれ船』白樺書房、1948年
- その他